# Пелле, Грациано
Грациа́но Пелле́ (итал. Graziano Pellè; родился 15 июля 1985, Сан-Чезарио-ди-Лечче, Италия) — итальянский футболист, нападающий. Выступал за сборную Италии.
Грациано является воспитанником футбольного клуба «Лечче», в основном составе которого дебютировал в 2003 году. Построить успешную карьеру у себя на родине Пелле не сумел, поэтому в 2007 году присоединился к голландскому «АЗ Алкмару», с которым выиграл чемпионат Нидерландов 2009. Позже возвращался в Италию, став на два сезона игроком «Пармы». С 2013 Пелле выступал в составе «Фейеноорда», провёл здесь 57 матчей, в которых забил 50 голов. В 2014 году вместе с главным тренером роттердамского клуба Рональдом Куманом перебрался в «Саутгемптон», став одним из открытий Премьер-Лиги.
В составе молодёжной сборной Италии до 20 лет провёл 10 матчей и забил 7 голов. В основную команду итальянцев попал лишь в 2014 году, забив гол уже в дебютном поединке против Мальты.

## Клубная карьера
Является воспитанником футбольного клуба «Лечче» — главной команды округа Лечче, в пределах которого родился Пелле. После нескольких лет игры в составе молодежной команды дебютировал в основе в 2003 году. По ходу первого сезона 10 раз появился на поле, но отличиться хотя бы одним забитым голом не сумел. Дебют игрока пришелся на поединок Серии A против «Болоньи», в котором «Лечче» потерпел поражение со счетом 1:2.
Вскоре в поисках игровой практики отправился в «Катанию», выступавшей во второй итальянской лиге. Здесь провёл 15 матчей, но вновь остался без голов.
В сезоне 2006/07 Пелле присоединился к «Чезене». В составе этой команды забил 10 голов в 37 матчах. Вернувшись в «Лечче», предпринял еще одну попытку закрепиться в стартовом составе, однако проведя всего два матча, отправился в голландский чемпионат, где пополнил ряды «АЗ Алкмара». Здесь Пелле начал работать под руководством Луи ван Гала. Адаптация в «АЗ» также проходила довольно тяжело. Грациано не мог забить в течение всего первого круга, но затем расчехлил свою пушку в поединке против «НЕКа». Единственны гол Пелле принес «Алкмару» победу в том поединке со счетом 1:0. До конца сезона Грациано продолжал играть эпизодическую роль в жизни «АЗ». 28 февраля он отметился дублем в матче против «Гронигена» (3:0). Также игрок провёл все 90 минут полуфинального матча Кубка Нидерландов против «НАКа», однако в этой встрече забитыми голами не отличался. По итогам сезона выиграл с командой чемпионат Нидерландов. В первом поединке нового футбольного года отметился голом в ворота «Хераклеса». В это время Грациано начал выступать на позиции левого вингера и значительно подтянул свою результативность. В первом круге Грациано сумел поразить ворота «Аякса», а также отметился голевой передачей в поединке против «ПСВ». Однако уже в январе игрок получил разрыв крестообразных связок, и следующий матч сыграл лишь в апреле.

### «Парма»
Так и не сумев должным образом раскрыться в Эредивизи, Пелле вернулся в Италию, подписав 3,5 летний контракт с «Пармой». 21 августа дебютировал в основе «крестоносцев» в поединке Кубка Италии против «Гроссето». 18 декабря отметился дебютным голом в составе «Пармы», поразив ворота некогда родного «Лечче» (3:3).
31 января 2012 года руководство команды официально объявило о переходе апулийского нападающего в стан «Сампдории» на правах аренды. Дебют состоялся 6 марта 2012 года в матче против «Эмполи», заменив Эдера на 85 минуте. 24 марта 2012 года в матче против «Читтаделлы» отметился дублем, благодаря чему был выигран матч (1:2). 31 числа того же месяца, снова благодаря дублю Пелле, «Сампдория» выигрывала домашний матч у «Ночерины» (2:0).

### «Фейеноорд»
В конце августа 2012 года Грациано был отдан в аренду в нидерландский клуб «Фейеноорд». Роттердамской команде пришлось выложить 120 000 евро за годичную аренду игрока. В составе «Фейеноорда» Пелле впервые познакомился с Рональдом Куманом, который видел в итальянце основного нападающего своей команды. Грациано вышел в стартовом составе во всех без исключения поединках сезона и после трехматчевой голевой засухи разразился дублем в ворота «НЕКа».
Летом 2014 года перебрался в Англию, подписав трёхлетний контракт с клубом «Саутгемптон», сумма трансфера составила 8 млн ₤.
В июле 2016 года перешёл в китайский клуб «Шаньдун Лунэн» за 13 млн £ и подписал контракт на 2,5 года.

### «Парма»
В феврале 2021 форвард вернулся в «Парму», за которую уже выступал ранее в сезонах 2011/2012, 2012/2013.

### Международная
4 октября 2014 года впервые вызван Антонио Конте на сбор национальной команды перед матчами против сборных Азербайджана и Мальты. 13 октября 2014 года дебютировал за сборную Италии в гостевом матче против сборной Мальты (вышел в основном составе) и на 24-й минуте забил единственный гол в игре.
6 октября 2016 матче против Сборной Испании, во время ухода из поля, отказался пожать руку главному тренеру сборной, Джампьеро Вентуре, за что был временно отстранён из сборной.

## Достижения
АЗ
- Чемпион Нидерландов: 2008/09

## Статистика выступлений

### Клубная статистика
| Выступление        | Выступление      | Выступление      | Чемпионат | Чемпионат | Кубки | Кубки | Еврокубки | Еврокубки | Прочие | Прочие | Итого | Итого |
| Клуб               | Лига             | Сезон            | Игры      | Голы      | Игры  | Голы  | Игры      | Голы      | Игры   | Голы   | Игры  | Голы  |
| ------------------ | ---------------- | ---------------- | --------- | --------- | ----- | ----- | --------- | --------- | ------ | ------ | ----- | ----- |
| Лечче              | Серия A          | 2003/04          | 2         | 0         | 0     | 0     | 0         | 0         | 0      | 0      | 2     | 0     |
| Лечче              | Серия A          | 2004/05          | 0         | 0         | 0     | 0     | 0         | 0         | 0      | 0      | 0     | 0     |
| Лечче              | Серия A          | 2005/06          | 10        | 0         | 1     | 0     | 0         | 0         | 0      | 0      | 11    | 0     |
| Лечче              | Итого            | Итого            | 12        | 0         | 1     | 0     | 0         | 0         | 0      | 0      | 13    | 0     |
| Катания (аренда)   | Серия B          | 2004/05          | 15        | 0         | 0     | 0     | 0         | 0         | 0      | 0      | 15    | 0     |
| Катания (аренда)   | Итого            | Итого            | 15        | 0         | 0     | 0     | 0         | 0         | 0      | 0      | 15    | 0     |
| Кротоне (аренда)   | Серия B          | 2005/06          | 17        | 6         | 0     | 0     | 0         | 0         | 0      | 0      | 17    | 6     |
| Кротоне (аренда)   | Итого            | Итого            | 17        | 6         | 0     | 0     | 0         | 0         | 0      | 0      | 17    | 6     |
| Чезена (аренда)    | Серия B          | 2006/07          | 38        | 10        | 2     | 1     | 0         | 0         | 0      | 0      | 40    | 11    |
| Чезена (аренда)    | Итого            | Итого            | 38        | 10        | 2     | 1     | 0         | 0         | 0      | 0      | 40    | 11    |
| АЗ Алкмар          | Эредивизи        | 2007/08          | 27        | 3         | 1     | 0     | 4         | 1         | 0      | 0      | 32    | 4     |
| АЗ Алкмар          | Эредивизи        | 2008/09          | 20        | 3         | 3     | 1     | 0         | 0         | 0      | 0      | 23    | 4     |
| АЗ Алкмар          | Эредивизи        | 2009/10          | 13        | 2         | 2     | 0     | 5         | 0         | 0      | 0      | 20    | 2     |
| АЗ Алкмар          | Эредивизи        | 2010/11          | 18        | 6         | 2     | 0     | 0         | 0         | 0      | 0      | 20    | 6     |
| АЗ Алкмар          | Итого            | Итого            | 78        | 14        | 8     | 1     | 9         | 1         | 0      | 0      | 95    | 16    |
| Парма              | Серия A          | 2011/12          | 11        | 1         | 2     | 1     | 0         | 0         | 0      | 0      | 13    | 2     |
| Парма              | Серия A          | 2012/13          | 1         | 0         | 0     | 0     | 0         | 0         | 0      | 0      | 1     | 0     |
| Парма              | Итого            | Итого            | 12        | 1         | 2     | 1     | 0         | 0         | 0      | 0      | 14    | 2     |
| Сампдория (аренда) | Серия B          | 2011/12          | 16        | 4         | 0     | 0     | 0         | 0         | 0      | 0      | 16    | 4     |
| Сампдория (аренда) | Итого            | Итого            | 16        | 4         | 0     | 0     | 0         | 0         | 0      | 0      | 16    | 4     |
| Фейеноорд          | Эредивизи        | 2012/13          | 29        | 27        | 4     | 2     | 0         | 0         | 0      | 0      | 33    | 29    |
| Фейеноорд          | Эредивизи        | 2013/14          | 28        | 23        | 3     | 2     | 2         | 1         | 0      | 0      | 33    | 26    |
| Фейеноорд          | Итого            | Итого            | 57        | 50        | 7     | 4     | 2         | 1         | 0      | 0      | 66    | 55    |
| Саутгемптон        | Премьер-лига     | 2014/15          | 38        | 12        | 6     | 4     | 0         | 0         | 0      | 0      | 44    | 16    |
| Саутгемптон        | Премьер-лига     | 2015/16          | 30        | 11        | 2     | 1     | 4         | 2         | 0      | 0      | 36    | 14    |
| Саутгемптон        | Итого            | Итого            | 68        | 23        | 8     | 5     | 4         | 2         | 0      | 0      | 80    | 30    |
| Шаньдун Лунэн      | Суперлига        | 2016             | 0         | 0         | 0     | 0     | 0         | 0         | 0      | 0      | 0     | 0     |
| Шаньдун Лунэн      | Итого            | Итого            | 0         | 0         | 0     | 0     | 0         | 0         | 0      | 0      | 0     | 0     |
| Всего за карьеру   | Всего за карьеру | Всего за карьеру | 313       | 108       | 28    | 12    | 15        | 4         | 0      | 0      | 356   | 124   |

по состоянию на 12 июля 2016

### Выступления за сборную
| Матчи Пелле за сборную Италии | Матчи Пелле за сборную Италии | Матчи Пелле за сборную Италии | Матчи Пелле за сборную Италии | Матчи Пелле за сборную Италии | Матчи Пелле за сборную Италии | Матчи Пелле за сборную Италии |
| №                             | Дата                          | Оппонент                      | Счёт                          | Голы                          | Соревнование                  |                               |
| ----------------------------- | ----------------------------- | ----------------------------- | ----------------------------- | ----------------------------- | ----------------------------- | ----------------------------- |
| 1                             | 13 октября 2014               | Мальта                        | 1:0                           | 1                             | Отборочные матчи ЧЕ-2016      |                               |
| 2                             | 16 ноября 2014                | Хорватия                      | 1:1                           | —                             | Отборочные матчи ЧЕ-2016      |                               |
| 3                             | 31 марта 2015                 | Англия                        | 1:1                           | 1                             | Товарищеский матч             |                               |
| 4                             | 12 июня 2015                  | Хорватия                      | 1:1                           | —                             | Отборочные матчи ЧЕ-2016      |                               |
| 5                             | 3 сентября 2015               | Мальта                        | 1:0                           | 1                             | Отборочные матчи ЧЕ-2016      |                               |
| 6                             | 6 сентября 2015               | Болгария                      | 1:0                           | —                             | Отборочные матчи ЧЕ-2016      |                               |
| 7                             | 10 октября 2015               | Азербайджан                   | 3:1                           | —                             | Отборочные матчи ЧЕ-2016      |                               |
| 8                             | 13 октября 2015               | Норвегия                      | 2:1                           | 1                             | Отборочные матчи ЧЕ-2016      |                               |
| 9                             | 13 ноября 2015                | Бельгия                       | 1:3                           | —                             | Товарищеский матч             |                               |
| 10                            | 17 ноября 2015                | Румыния                       | 2:2                           | —                             | Товарищеский матч             |                               |
| 11                            | 24 марта 2016                 | Испания                       | 1:1                           | —                             | Товарищеский матч             |                               |
| 12                            | 29 мая 2016                   | Шотландия                     | 1:0                           | 1                             | Товарищеский матч             |                               |
| 13                            | 6 июня 2016                   | Финляндия                     | 2:0                           | —                             | Товарищеский матч             |                               |
| 14                            | 13 июня 2016                  | Бельгия                       | 2:0                           | 1                             | Финальные матчи ЧЕ-2016       |                               |
| 15                            | 17 июня 2016                  | Швеция                        | 1:0                           | —                             | Финальные матчи ЧЕ-2016       |                               |
| 16                            | 27 июня 2016                  | Испания                       | 2:0                           | 1                             | Финальные матчи ЧЕ-2016       |                               |
| 17                            | 2 июля 2016                   | Германия                      | 1:1 (5:6 пен.)                | —                             | Финальные матчи ЧЕ-2016       |                               |
| 18                            | 1 сентября 2016               | Франция                       | 1:3                           | 1                             | Товарищеский матч             |                               |
| 19                            | 5 сентября 2016               | Израиль                       | 3:1                           | 1                             | Отборочные матчи ЧМ-2018      |                               |
| 20                            | 6 октября 2016                | Испания                       | 1:1                           | —                             | Отборочные матчи ЧМ-2018      |                               |

Итого: 20 игр / 9 голов; 11 побед, 7 ничьих, 2 поражения.